# Gheorghe Neamu
Gheorghe Neamu (19 ianuarie 1935, Lădești. jud. Vâlcea) este un geograf și cercetător științific.

## Biografie
Școala primară și liceul le-a efectuat în București. În 1958 a absolvit Facultatea de Geografie din cadrul Universității București, în anul 1975 obține titlul de doctor în geografie la Universitatea Babeș-Bolyai, din Cluj Napoca, cu lucrarea Clima Olteniei deluroase, publicată la București. Începutul activității științifice s-a produs încă din anul III de facultate (1956), când participa la sesiunile cercurilor științifice studențești; a debutat cu lucrarea Valea Timișului din Munții Brașovului, caracterizare fizico-geografică, și care în 1961 a constituit și tema unui articol publicat în Revista Societății de Geografie.
Imediat după terminarea facultății Neamu a fost repartizat la Institutul de Geografie, unde sub îndrumarea profesorilor Nicolae Al. Rădulescu și Victor Tufescu a lucrat în domeniul geografiei regionale, începând din anul 1960, sub îndrumarea prof. Vintilă Mihăilescu și Ion Gugiuman s-a profilat către studiile de climatologie, abordând un nou domeniu științific-topoclimatologia. Neamu a participat la campaniile de teren (individual său în grup) din acea perioadă, elaborând, în colectiv, unele lucrări de sinteză (Monografia geografică a R.P.R. și Geografia Văii Dunării românești,Piemontul Getic) sau pentru unele studii contractate cu diferite instituții, cum au fost cele din: Valea Dunării, Dobrogea, Delta Dunării, Podișul Getic, Subcarpații Getici, Subcarpații de Curbură, Carpații Orientali și Munții Apuseni.
Încă din primii ani de observații climatice și topoclimatice - perioadă când sub îndrumarea prof. Tiberiu Moraru a întocmit teza de doctorat, cât și sprijinul permanent acordat de prof. V. Mihăilescu au făcut posibilă conturarea direcției științifice a lui Neamu cu prioritate către topoclimatologie și climatologie regională, domenii abordate preferențial în cei 37 de ani de cercetare. Astfel, în anii elaborării tezei de doctorat, cât și după susținerea ei, au fost abordate personal sau colectiv, aspectele teoretice și practice din domeniul topoclimatologiei, ramură nouă a climatologiei; legitățile acestei noi ramuri au fost conturate în primele trei decenii de după al doilea război mondial, când colectivul de climatologie din Institutul de Geografie din care a făcut parte și Neamu a adus o contribuție esențială în acest sens. De un real ajutor în perfecționarea sa, au fost participările la manifestările științifice naționale și internaționale (congrese, expediții științifice, colocvii bilaterale, schimburi de experiență, călătorii de documentare).
Și-a exprimat punctul de vedere conceptual asupra topoclimatologiei și asupra unor rezultate directe, cu referire la unele regiuni din țară: sesiunile anuale organizate de Institutul de Geografie sau ale Societății de Geografie, la Simpozionul anual „Geografia Gorjului”, cât și la sesiunile Facultăților de geografie din Universitățile din: Oradea, București, Iași, Cluj Napoca, Craiova, Timișoara, Constanța etc., dar și la multe manifestări științifice din străinătate, ca de exemplu: Congresul mondial de geografie de la Moscova - 1975; cel de speologie de la Skopje - 1968, de la Olomuc - 1973; Conferințele de meteorologie a Carpaților de la Cracovia - 1968, de la Fraiberg - 1977, de la Kiev - 1981, Conferințele internaționale de climatologie și topoclimatologie de la Stare Pole - 1985; Varșovia - 1994 și 1995; Sofia - 1991 și 1993; Thessaloniki - 1993; Toulous - 1994; Tsukuba - 1991; Liege - 1995 etc.
În anul 1987 Neamu a fost organizatorul colectivului internațional de climatologie, desfășurat în România. Cea mai mare parte din activitatea de cercetare din cadrul Institutului de Geografie a fost realizată pe bază de contracte încheiate cu Ministerul învățământului sau cu Academia Română sau terți beneficiari (Institutul de cercetări și proiectări Delta Dunării, Proiect Brașov, ISCAS - București sau Ministerul Apelor Pădurilor și Protecției Mediului). De peste 20 de ani Neamu este membru al Comisiei de lucru de topoclimatologie din cadrul Uniunii Internaționale de Geografie și de peste 10 ani, membru al Asociației Internaționale a Climatologilor. În ceea ce privește activitatea didactică între anii 1988 și 1990 a fost profesor asociat la Facultatea de Cibernetică (ASE) unde a predat Geografia economică a lumii. Din anul 1992 a predat cursul de Geografia continentelor și Climatologia la Facultatea Geografie-Turism (Universitatea „Dacia”, Buzău și „Columna”, București); în anul 1993 a susținut cursuri de climatologie la Facultatea de Geografie a Universității din Aixen-Provence (Franța); din 1995 este profesor universitar la Universitatea Valahia din Târgoviște.
Pentru aportul adus în domeniul geografiei și climatologiei Neamu a primit: Diploma de onoare a Societății de Geografie (1975), Premiul Academiei Române „Gheorghe Munteanu Murgogi” pentru lucrarea Geografia Antarctidei (1982), Diploma de onoare și medalia de argint, cu ocazia centenarului Institutului Meteorologic (1984). Cel mai important moment din activitatea științifică și de cercetare a lui Neamu l-a constituit invitația de participare a sa la a XVII-lea expediție internațională de cercetare a Antarcticii și de semnarea sa de către Institutul de geografie, în calitate de climatolog-meteorolog al expediției. În această calitate a efectuat măsurători meteorologice direct în Oceanul Atlantic, Oceanul Indian, Oceanul Înghețat de Sud, cât și pe continentul Antarctida (în stațiunile de cercetare Mirnîi, Vostok, Molodiajnaia, cât și în oazele Obrucev și Bunger). După cele 6 luni de observații și cercetări Neamu a donat: o colecție de roci culese din Antarctica de Est și două exemplare nepreparate dintre speciile rare de pinguini, Muzeului „Grigore Antipa” din București, peste 20 de specii de mușchi și lichenii colectate din oazele antarctice, Grădinii botanice din București.
Din observațiile geografice și măsurătorile meteorologice efectuate personal, cât și din analiza unei bibliografii de specialitate foarte bogate, Neamu a elaborat o lucrare științifică de mare valoare numită: Geografia Antarcticii recenzată cu aprecieri favorabile în lumea științifică de specialitate (prof. E. Korotkievici de la Institutul Arctic și Antarctic, din St. Petersburg); în România, lucrarea a fost bine primită fiind citată în toate cursurile de geografia continentelor. Acestei lucrări i s-a decernat premiul Academiei Române „Gh. Munteanu Murgoci” pe anul 1982. Vizitele de documentare geografică în Podișul Armeniei și în Munții Caucaz (1971), în pustiurile Asiei centrale (1975, 1981, 1983), în zona Lacului Baikal (1971, 1983, 1985, 1987, 1989), pe fluviul Amur (1983, 1989), în Podișul Ordos (1974, 1987), la izvoarele fluviului Mekong și în zona carstică de la Kunming și Guilin (1992), în Munții de Diamant din Coreea de Nord (1989), studierea comparativ al coastelor Mării Mediterane (litoralul francez - 1993, litoralul Greciei - 1991, litoralul turc - 1994 și litoralul egiptean - 1995) etc. i-au oferit prilejul comparației geografice între diferitele peisaje geografice și i-au dat posibilitatea întregirii unei bogate colecții de diapozitive (circa 25.000 de clișee), pe care a folosit-o ca material didactic.

## Lucrări de referință
• Câteva observații asupra carstului din Masivul Piatra Mare, în Probleme de geografie, vol. VII, București, 1960;
• Contribuții la cunoașterea proceselor actuale și de modelare a reliefului în Dealul Geamăna (Piemontiul Getic), în revista „Natura” nr. 6, București, 1960;
• Dezvoltarea morfologică a Văii Timișului (reg. Brașov), în Comunicări de geografie, vol. II, București, 1963;
• Profile topoclimatice în Carpații Orientali, în Lucrarea celei de-a IV-a Conferințe de meteorologie carpato-balcanică, în colaborare, Cracovia, 1969;
• Climat de influență submarină în sud-vestul României, în „Terra” nr. 1, București, 1970;
• Harta topoclimatică a R.S. Română, București, 1970;
• Regimul înghețurilor în Dobrogea, în „Analele Dobrogei” nr. 1, 1971;
• Microclimat et topoclimat, București, 1965;
• Caracteristicile continentale ale climei Deltei Dunării, București, 1970;
• Cercetări actuale și de perspectivă în Antarctica, în „Progresele științei” nr. 11, București, 1972;
• Efectele biologice ale poluării și problema mediului în zona Bărsești - Tg. Jiu, în colaborare, în „Studii și cercetări de biologie” nr. 3, București, 1973;
• Oazele Antarctidei. Caracteristici geografice în „Terra” nr. 2, București 1974;
• Harta amplitudinilor termice, în Atlasul R.S. România, București, 1974;
• Harta cantităților maxime de precipitații în 24 de ore, în Atlasul R.S. România, București, 1975;
• Topoclimatul principalelor biotipuri din Delta Dunării, în Lucrările Muzeului „Delta Dunării”, Tulcea, 1976;
• Câteva aspecte climatice caracteristice stațiunilor balneo-climaterice Călărași-Olănești-Govora, în Simpozion de climatologie urbană, Iași, 1976;
• Principes d’elaboration des cartes topoclimatiques fondes sur l’exemple de la carte topoclimatique de la Roumanie, scara 1:1.500.000, International Congres Geografic, Moscova, 1976;
• Aspecte noi în clima Antarctidei, în „Terra” nr. 2, București, 1973;
• Fenomene climatice în zona subcarpatică de sub Munții Gorjului, în Probleme de geografie a județul Gorj, Târgu Jiu, 1974;
• Județul Gorj, București, 1971;
• Itinerar meteorologic longitudinal în Oceanul Atlantic și în sudul Oceanului Indian, București, 1974;
• Am fost în Antarctica, București, 1974;
• Harta topoclimatică a R.S.R., scara 1:1.500.000, în colaborare, în Atlasul RSR, București, 1977 (în colaborare);
• Popasuri pe șase continente, București, 1979;
• Geografia Antarctidei, București, 1982;
• Cunoașterea și cercetarea climei României, în Geografia României, București, 1983;
• Precipitațiile atmosferei în Delta Dunării, în Lucrările Muzeului Deltei Dunării, Tulcea, 1983;
• Topoclimatele de deltă și litoral, în colaborare, în Geografia României, vol. I, București, 1983;
• Regimul precipitațiilor în Depresiunea Târgu Jiu - Câmpu Mare, în Geografia Gorjului, Târgu Jiu, 1983;
• L’influence antropique sur les topoclimats, în colaborare, Problems of contemporary topoclimatology Institute of Geography and spațial Organization, Polish Academy of Sciences, Varșovia, 1990;
• Le role de la surface active dans la modification de l’influence de la Mer Noir sur le littoral du Delta du Danube, în Problems of contemporary topoclimatology Institute of Geography and Spațial Organization. Polish Academy of Sciences, Varșovia, 1990;
• Climatic oscillations in the romanian Blak Sea littoral area, Zeszyty naukowe Universitetu Jagie-llonskiego, Prace geograficzne, în colaborare;
• Characteristics of precipitations and their impact upon the relief of the Buzău Sub-Carpathians,World climate Programme, University of Tsukuba, Ibaratki, Japan, 1991;
• Roumanie, Publicați ons de l’Associations Internaționale de Climatologie, vol. VI, Thessaloniki Grecia, 1993;
• Les toppoclimats du Delta du Danube. Problems of contemporary topoclimatology, Polish Academy of Sciences, Varșovia, 1995;
• Les particularites des hazards climatiques en Roumanie. Problems of contemporary topoclimatology, în colaborare, Polish Academy of Sciences, Varșovia, 1995;
• L’influence climatique et topoclimatique de la Mer Noire sur le regime de la temperature de l’air sur le litoral roumain, Publications de l’Association Internationale de Climatologie, Liege, 1995;
• Quelques caracteristiques du regime de la temperature de l’air et des precipitations atmosferiques dans la region periurbaine de la ville de Bucarest, Polish Academy of Sciences, Varșovia, 1996;
• A comparative study of climatic date recorded at several meteorological stations in the Southern Carpathians and bulgar, în colaborare, București, 1996;
• Inversiuni de temperatură în Depresiunea Petroșani, în Lucrările simpozionului româno-bulgar, București, 1996.
Sursa info. -  Trif Septimius